# Arthraxon
Arthraxon es un género de plantas herbáceas de la familia de las poáceas. Es originario de África tropical, Madagascar, Mauricio, en la región Indomalaya a Japón.

## Descripción
Son plan tas anuales; tallos decumbentes, que alcanza un tamaño de 45–100 cm de alto, generalmente enraizando en los nudos basales; entrenudos glabros; nudos pilosos; plantas hermafroditas. Vainas ligeramente infladas, glabras, con el margen esparcido a densamente piloso, los tricomas bulbosos en la base; lígula 0.4–3.5 mm de largo, con el margen truncado, ciliado; láminas ovado-oblongas a linear-lanceoladas, 0.8–7.4 cm de largo y 2–8 mm de ancho, aplanadas, la base ligeramente cordada y amplexicaule, los márgenes del área sub-basal con tricomas bulbosos. Inflorescencia 0.4–11.8 cm de largo y 0.2–6 cm de ancho, racimos 1–30, con 1–varias espiguillas, raquis articulado; espiguillas pareadas o la espiguilla pedicelada reducida a un pedicelo pequeño, las 2 espiguillas y un entrenudo del raquis caedizos como una unidad; espiguillas sésiles bisexuales, 1.9–7.9 mm de largo y 0.4–1.5 mm de ancho, comprimidas lateralmente, con 2 flósculos, callo truncado, glumas iguales o subiguales, lanceoladas, gluma inferior redondeada, 1.7–7.7 mm de largo, cartácea, con espículas sobre las nervaduras, gluma superior 2.5–7.5 mm de largo, los lados hialinos, la quilla cartácea con espículas de diferente tamaños, flósculo inferior estéril, lema inferior 1.1–5.8 mm de largo, hialina, glabra, sin arista, a veces ausente, pálea inferior ausente, flósculo superior bisexual, lema superior 0.5–5.8 mm de largo, hialina, glabra, la arista exerta 3–5 mm de largo, pálea generalmente ausente, cuando presente hialina, lodículas 2, 0.2–0.6 mm de largo, estambres 2 o 3, estilos 2; espiguillas pediceladas estériles, reducidas a un pedicelo muy pequeño, glabro; pedicelos libres. Fruto una cariopsis; hilo punteado.

## Taxonomía
El género fue descrito por Ambroise Marie François Joseph Palisot de Beauvois y publicado en Essai d'une Nouvelle Agrostographie 111, pl. 11, f. 6. 1812. La especie tipo es: Arthraxon ciliaris P. Beauv. 
Etimología
El nombre del género deriva del griego arthron (conjunto) y axón (eje), aludiendo al raquis articulado. 
Citología
El número cromosómico básico del género es x = 9 y 10, con números cromosómicos somáticos de 2n = 18, 20, 36 y 40, ya que hay especies diploides y una serie poliploide.

## Especies
- Arthraxon ciliaris P. Beauv.
- Arthraxon lancifolius (Trin.) Hochst.
- Arthraxon linifolius Henr.[3][4]